# MegaTokyo
MegaTokyo è un fumetto online in stile manga disegnato da Fred Gallagher (detto "Piro").  Disegni, storia e design del sito sono di Fred. Rodney Caston (detto "Largo") ha collaborato a scrivere la storia per il primo anno circa, ma a seguito di alcune incomprensioni sullo sviluppo da dare alla storia Fred ha acquisito l'intero progetto e lo prosegue da allora autonomamente. Le pubblicazioni delle tavole on line sono iniziate nell'estate del 2000. Gallagher è stato licenziato dal suo 'normale' lavoro di architetto a fine 2002 e ne ha approfittato per diventare un mangaka (benché non si ritenga "degno") lavorando su Megatokyo a tempo pieno.
MegaTokyo è la storia di due statunitensi, Piro e Largo, che finiscono a Tokyo.
Molte delle battute sono incentrate sul mondo dell'animazione giapponese, dei videogiochi, sull'informatica o sulle differenze culturali incontrate dai due personaggi.
Tutte le tavole sono disponibili gratuitamente sul sito ufficiale, ma si possono anche acquistare i volumetti inglesi stampati dalla Dark Horse Comics, che ha edito il secondo (ISBN 1-59307-118-3) ed il terzo volume (ISBN 1-59307-305-4) nonché una riedizione del primo (ISBN 1-59307-163-9), dato che l'edizione della IronCat è oramai fuori stampa. Il quarto (ISBN 1-40121-126-7) e il quinto volume (ISBN 1-40121-127-5) sono stati pubblicati dalla CMX Manga.
La Free Books sta stampando i volumi italiani, in collaborazione con il team di fan che curano la traduzione del sito italiano.

## Personaggi
- Piro – Statunitense fissato di manga (specialmente shōjo) e di ren'ai; sa parlare giapponese. È un bravo disegnatore, benché rifiuti di crederlo. Attualmente lavora come commesso/mascotte nel negozio MegaGamers. Pur tollerando a malapena le follie di Largo, i due hanno passato molti anni a stretto contatto. Piro è l'incarnazione cartacea di Fred Gallagher.
- Largo – Statunitense, videogiocatore duro e puro e "maestro del l33t" (o almeno, aspirante tale). Normalmente agisce prima (o al posto di) pensare: è ossessionato dalla birra (benza) e dalla lotta tra il bene e il male, lotta in cui si sente chiamato in prima persona.  Sa parlare il leet ma non il giapponese.  Trova lavoro come insegnante, diventando il 'Grande Insegnante Largo' (riferimento all'anime/manga Great Teacher Onizuka) ed ha anche una piccola parentesi nella Tokyo Police Cataclysm Division, parentesi chiusa per utilizzo esagerato di fondi e per varie distruzioni di quartieri di Tokyo.  Largo è la trasposizione a fumetti di Rodney Caston.
- Tsubasa – Ragazzo giapponese amico di Piro, che ha ospitato la coppia nella sua casa per qualche tempo.  Attualmente sta "seguendo il proprio cuore" negli Stati Uniti, su consiglio di Ping.
- Ed – "Agente corporativo" della Sony, miglior amico ma rivale professionale di Dom. Nonostante la sua apparentemente infinita dotazione di armi, nel corso della trama sta subendo continue e devastanti sconfitte nei suoi scontri con Ping e Miho. I suoi datori di lavoro hanno dovuto ricostruirne il corpo più volte a seguito di esplosioni, cadute da decine di metri d'altezza, colpi di armi a raggi e così via.
- Dom – Dipendente della Sega, amico e controparte di Ed.  Fissato con le armi e dalla competizione.  Conosciuto anche come SGD, Shirt (o Stick) Guy Dom.  Il suo equivalente 'reale', Dominic Nguyen, è il creatore delle pagine 'omini stilizzati' presenti sul sito quando Piro non è disponibile. Il personaggio di Dom è nato per citare e irridere lo stereotipo dell'americano "armato e pericoloso".
- Yuki Sonoda – Ragazza giapponese della scuola superiore, figlia di un membro della divisione anti-cataclismi della polizia di Tokyo. Prende lezioni di disegno da Piro. Ha da poco scoperto, con suo grande stupore, di essere una ragazza magica come sua madre prima di lei.
- Erika Hayasaka – Ragazza giapponese che 'sa il fatto suo', compagna di stanza di Kimiko. Lavora come commessa/mascotte da MegaGamers assieme a Piro. La sua precedente carriera come cantante idol e doppiatrice(terminata dopo la rottura con il suo precedente ragazzo) è legata a minacce catastrofiche per la sicurezza di Tokyo e dell'intero Giappone: o almeno, questa è l'opinione della Tokyo Police Cataclysm Division. Dopo aver inflitto pesanti danni fisici a Largo nel corso di anni di strip, sta finalmente iniziando a rivedere le sue opinioni su di lui...
- Masamichi Sonoda – Agente della "Divisione catastrofi" della polizia di Tokyo, padre di Sonoda Yuki. Il suo compito è di amministrare e contenere gli attacchi portati contro la città con regolarità impressionante da una schiera di nemici presi dai più classici stereotipi manga. Per farlo, la divisione ha accesso alle armi più moderne, tra cui sono inclusi molti mecha nello stile di Patlabor. La presenza di Piro e Largo sta causando un continuo aumento delle sue incombenze.
- Kimiko Nanasawa – Ragazza giapponese piuttosto timida, che sembrerebbe non parli Inglese; è compagna di stanza di Erika, cameriera da "Anna Miller's" e attualmente doppiatrice per la Cubesoft, una società produttrice di videogiochi ren'ai. Molto lentamente, sta stringendo un legame con Piro.
- Ping – Ragazza-androide ceduta da Tsubasa a Piro. Si tratta di una "unità SEVS-44936", il prototipo del nuovissimo "Emotional Doll System" creato dalla Sony come accessorio per la PlayStation 2, caduta in mano di Tsubasa in qualche modo.  È progettata per l'uso con simulatori amorosi ("dating sim" in inglese, "ren'ai" in giapponese), giocandoci sviluppa una propria personalità basata sulle scelte nel gioco. I suoi creatori l'hanno fornita di capacità insospettabili e probabilmente impreviste, ma non di un modulo di traduzione per l'inglese.
- Miho Tohya (Miho-chan) - Il personaggio più misterioso del fumetto. Largo crede che sia a capo di un'armata di zombie grazie al Necrowombicon, un antico e malvagio libro utilizzato per creare Daikatana (il più grande flop commerciale di John Romero). Bisogna segnalare, però, che il giudizio di Largo non è molto affidabile… Si sa inoltre che è stata la causa del collasso dei server di "Endgames", un gioco MMORPG che comprendeva variabili numeriche per mappare i sentimenti dei personaggi. Variabili che usò per tentare far "innamorare" il personaggio di Piro e in seguito a ciò riuscì anche ad eliminare Largo.
Il mistero intorno a lei è stato in parte sciolto solo recentemente, dopo anni di speculazioni da parte dei fan e dei personaggi stessi: in un combattimento contro Ed, Miho ha per la prima volta dimostrato inequivocabilmente alcune capacità sovrumane che in molti sospettavano possedesse. L'esatta natura ed estensione dei suoi poteri, nonché la sua storia, restano comunque ignote.
- Seraphim – Piccola ragazza-angelo alata, agente della "Conscience Enforcement Authority". La sua attuale missione è essere la coscienza di Piro, e stimolarlo a cambiare la sua situazione. È l'incarnazione cartacea e la parodia di Sarah, la  moglie di Fred Gallagher.
- Boo – Criceto con ali posticce, agente interinale della CEA. Gli è assegnato il ruolo di coscienza di Largo, un compito quasi impossibile per il quale era, agli inizi, completamente incompetente. Ciononostante, si è guadagnato la fiducia di Seraphim "salvandola" da Asmodeus. Riferimento al personaggio Boo di Baldur's Gate, il "Criceto Gigante Spaziale in Miniatura" di Minsc.
- Asmodeus – L'anti-coscienza di Piro, lavora per l'altra agenzia. Cerca di far innamorare Piro di giovani ragazzine, e di danneggiare in ogni modo i piani di Seraphim.
- Junpei – Ninja per professione, ha eletto Largo a suo maestro spirituale e lo segue per apprendere la "via del l33t". Lo assiste nella protezione di Erika Hayasaka.
- L33T D00D – Il "Tipo l33t". Una sorta di santo protettore dei gamer che appare a Largo ogni volta che viene coinvolto in una sfida a base di videogiochi, consigliandolo in leet sottotitolato in inglese erudito. Largo gli ha salvato la vita durante il viaggio aereo verso il Giappone e ora il suo ringraziamento è aiutarlo nelle sfide ai videogames.
- Meimi Sonoda – Moglie dell'Ispettore Sonoda, madre di Yuki e Yuuji Sonoda. È ormai accertato che prima di sposarsi e metter su famiglia è stata una majokko, e che tuttora offre in alcuni casi i suoi servigi come tale. Inoltre, nella strip numero 935 Miho stessa afferma che Yuki abbia ereditato almeno una parte dei suoi poteri.

## Origine del nome
Tokyo, nel futuro ipotizzato dall'animazione giapponese (vedi anime e manga) è spesso chiamata 'MegaTokyo' o 'Neo-Tokyo'.  In molti casi la città è stata distrutta da un disastro naturale o nucleare, ma solo per essere ricostruita più grande di prima.  Vedi Bubblegum Crisis, AD Police o Akira, solo per citarne alcuni. La città descritta in questo fumetto mantiene il nome di Tokyo, ma contiene un collage parodistico di molti elementi di queste "Tokyo del futuro".
Il fumetto ha questo nome solamente perché Rodney Caston aveva il dominio megatokyo.com già registrato e inutilizzato. "Largo" originariamente aveva creato un sito di news sul mondo degli anime utilizzando Slashcode, ma ha fallito e il sito originale è stato rimpazzato dal fumetto.

## Trama iniziale
La storia inizia con Piro e Largo che cercano di entrare all'Electronic Entertainment Expo (E3).  L'E3 però è aperto solo ad addetti del settore o della stampa e non li accetta.  Questo porta Largo ad ubriacarsi e fare una scenata; si sveglia in aereo: Piro aveva deciso di scappare per un po' dallo stato e di comprare due biglietti di sola andata per il Giappone.  Dopo essere arrivati a destinazione fanno per prima cosa spese in un negozio di giochi e gadget elettronici.  Quando cercano di comprare il biglietto di ritorno scoprono di essere in rosso.  Sono quindi bloccati in Giappone…

## Capitoli
- "Capitolo zero" settembre 2000 (Relax, we understand j00), tavole da 1 a 129

1. giugno 2001 (Do You Want to Save Before You Quit?), tavole da 134 a 192
2. novembre 2001 (Things Change Little By Little...), tavole da 196 a 301
3. ottobre 2002 (Am I Your Number One Fan?), tavole da 307 a 397
4. aprile 2003 (Low Ping Rate), tavole da 402 a 514
5. febbraio 2004 (Color Depth), tavole da 526 a 633
6. novembre 2004 (Operational Insecurity), tavole da 639 a 729
7. settembre 2005 (Known Bugs and Security Flaws), tavole da 743 a 872
8. giugno 2006 (Defect Mapping), tavole da 875 a 968
9. aprile 2007 (Overlo4d), tavole da 983 a 1126.
10. agosto 2009 (AFK), tavole da 1127 a 1269.
11. maggio 2010 (Remanence), tavole da 1270 (corrente).

## Linguaggio
Megatokyo, oltre alla lingua di traduzione, sfrutta svariati termini giapponesi sfruttati generalmente dagli otaku, quali "nani?" per dire "cosa?", "hai" per "sì", il termine "baka" (sciocco) che spicca su una delle magliette del protagonista, ed i vari termini onorifici sintetizzati nello stesso articolo riguardante gli otaku.
Capita altresì che quando il "protagonista" di una tavola è Largo, tutto ciò che viene detto in giapponese rimane tale (in quanto Largo stesso non lo capisce), mentre quando è Piro la figura principale della tavola i discorsi in giapponese vengono tradotti.

## Traduzioni
Esistono svariate traduzioni non ufficiali (ma approvate dall'autore, come si può leggere nel suo rant sotto la tavola #479) create da fan, in genere per il puro gusto di far conoscere MegaTokyo ai propri connazionali che non sanno l'inglese.
Le prime traduzioni nate sono quella tedesca e quella messicana, fatte "manualmente" utilizzando programmi di fotoritocco.
La creazione di MegaLettering ha dato la spinta necessaria alla nascita di tutte le successive traduzioni, arrivando a coprire anche lingue poco diffuse (ma non per questo meno interessanti) come interlingua. Oggi anche la traduzione tedesca usa questo sistema ed esiste anche una seconda versione in spagnolo che ha da tempo superato il punto dove quella messicana si è fermata.
Elenco delle traduzioni (in ordine cronologico):
- Tedesco
- Spagnolo (Messicano) (fermo a tavola 85)
- Italiano
- Francese
- Serbo
- Finlandese
- Portoghese
- Interlingua
- Giapponese (fermo a tavola 20)
- Spagnolo
- Olandese
- Norvegese
- Polacco